# 프레디 스틸

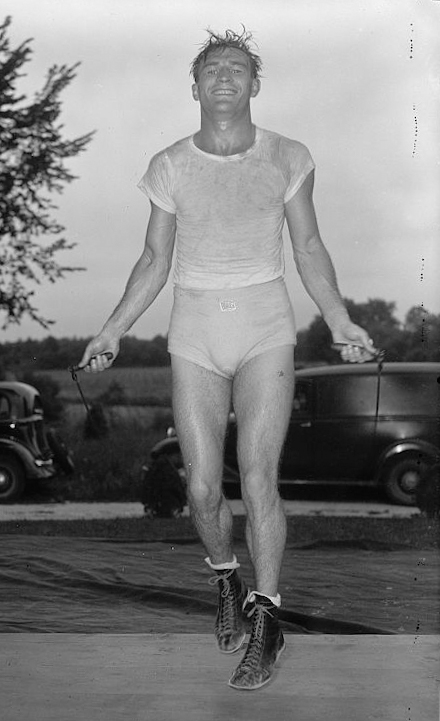

프레디 스틸(Freddie Steele, 1912년 12월 18일 ~ 1984년 8월 22일)은 미국의 권투 선수, 배우이다.
시애틀에서 태어났으며 애버딘에서 사망하였다. 사인은 뇌졸중이다.

## 영화
- 외교 문제 (1948년)
- 지 아이 조의 이야기 (1945년)
- 핀 업 걸 (1944년)
- 헐리우드 캔틴 (1944년)
- 모간 크리크의 기적 (1944년)
- 정복 영웅의 환영 (1944년)
- 콜벳 K-225 (1943년)
- 스윙 피버 (1943년)
- 철완 짐 (1942년)